# Partido judicial de Toro
El Partido judicial de Toro es el partido judicial n.º 1 de la provincia de Zamora y uno de los cinco partidos judiciales de la provincia de Zamora en la comunidad autónoma de Castilla y León (España).

## Introducción
La provincia de Zamora cuenta con los siguientes partidos judiciales:
- Partido judicial nº 1, también conocido como de Toro.
- Partido judicial n.º 2, también conocido como de Zamora.
- Partido judicial n.º 3, también conocido como de Benavente.
- Partido judicial n.º 4, también conocido como de Puebla de Sanabria.
- Partido judicial n.º 5, también conocido como de Villalpando.

## Municipios
El partido judicial de Toro incluye los siguientes términos municipales:
Abezames, La Bóveda de Toro, Cañizal, Castrillo de la Guareña, Cuelgamures, Fuentelapeña, Fuentesaúco, Fuentesecas, Fuentespreadas, Guarrate, Morales de Toro, El Pego, Peleagonzalo, Pinilla de Toro, Pozoantiguo, Toro, Vadillo de la Guareña, Valdefinjas, Vallesa de la Guareña, Vezdemarbán, Villabuena del Puente, Villaescusa, Villalonso, Villamor de los Escuderos, Villardondiego y Villavendimio.